# West Dean (Wiltshire)
Pour les articles homonymes, voir West Dean.
West Dean est une paroisse civile et un village du Wiltshire, en Angleterre.